# Église Saint-Michel de Baltzenheim
L'église Saint-Michel est un monument historique situé à Baltzenheim, dans le département français du Haut-Rhin.

## Localisation
Ce bâtiment est situé à Baltzenheim.

## Historique
L'origine de L'église Saint-Michel remonte au XIIIe siècle.
L'édifice fait l'objet d'un classement au titre des monuments historiques depuis 1901.